# Tyrsa (wydawnictwo)
Wydawnictwo Tyrsa ukr. ТИРСА – jedno z większych  instytucji wydawniczych mniejszości ukraińskiej w Polsce  z siedzibą w Warszawie.
Wydawnictwo Tyrsa powstało w 1995 r. jako instytucja wydawnicza powiązana z osobami skupionymi w Związku Ukraińców w Polsce. 
Obecnie oficyna publikuje kilka pozycji rocznie poświęconych głównie historii Ukraińców w Polsce oraz relacjom polsko-ukraińskim.  Do najważniejszych obecnie wydanych autorów należą m.in.: Roman Drozd, Eugeniusz Misiło, Mikołaj Siwicki, Mirosław Czech (który  był również redaktorem tego wydawnictwa), Bogdan Huk redaktor naczelny Wisnyka Zakerzonnia,  Ola Hnatiuk, Iwan Złatokudr.  
Prezesem Zarządu wydawnictwa jest obecnie Stefania Łajkosz. 

## Ważniejsze publikacje
- "Ukraińsko-polski słownik syntaktyczny" Orest Śpiwak, Marian Jurkowski, ISBN 83-89085-04-6
- "Polityka władz wobec ludności ukraińskiej w Polsce w latach 1944-1989, Roman Drozd Warszawa 2001, s. 380.
- "Almanach Ukraiński
- "Zakerzonia. Spomyny voiakiv UPA" (Wspomnienia żołnierzy UPA), redakcja. Bogdan Huk, tom II – Warszawa 1996, tom III – Warszawa 1997, tom IV – Warszawa 1998, tom V Warszawa 2005, ISBN 978-83-89085-05-4.